# Lepidagathis palawanensis
Lepidagathis palawanensis är en akantusväxtart som beskrevs av Merrill. Lepidagathis palawanensis ingår i släktet Lepidagathis och familjen akantusväxter. Inga underarter finns listade i Catalogue of Life.